# 佐々木定綱
佐々木 定綱（ささき さだつな）は、平安時代末期から鎌倉時代初期の武将。
近江国の佐々木荘を地盤とする佐々木氏の棟梁である佐々木秀義の嫡男。母は源為義の娘。平治元年（1159年）の平治の乱で源義朝に従い平氏と戦った父の敗北により、共に関東へと落ち延びる。伊豆国に流罪となった源頼朝の側近として仕え、弟たちと共にその挙兵を助けた。

## 生涯
平治の乱で敗走したのち、父の秀義は所領の近江佐々木荘を逃れて相模国渋谷荘に滞在しており、定綱は下野国宇都宮に客居していた。治承4年（1180年）、以仁王の挙兵の3ヶ月後の8月、秀義は大庭景親に招かれて頼朝討伐の事を知り、たまたま渋谷荘にいた定綱を使いとして頼朝に危急を知らせた。8月17日、定綱は弟たちと共に平氏打倒を決意した頼朝に従い、平兼隆の後見で勇士とされた堤信遠を討つべくその邸宅へと赴き、弟の経高、高綱と共に信遠を討つ。20日、頼朝に従い相模国へと進軍するが石橋山の戦いで敗れる。安房国へ逃れ再び兵を集めた頼朝は10月20日の富士川の戦いで平氏を破り、23日に行われた挙兵後初の論功行賞で、定綱ら兄弟は旧領の佐々木庄を安堵される。
頼朝を大将とする軍は鎌倉に本拠を構え、その後多くの戦いを経て文治元年（1185年）に壇ノ浦の戦いで平氏一門を滅ぼした。
その後も戦功を上げ続け、近江、長門、石見、隠岐の守護へと任ぜられる。建久2年（1191年）、佐々木荘で千僧供料の貢納を巡り延暦寺との争いが生じる。延暦寺は配下を定綱邸に乱入させ、これを次男の定重が刃傷し神鏡を破損してしまう。この騒動により強訴が起こり、定重は衆徒によって梟首され、長子広綱は隠岐国、三子定高は土佐国、定綱は薩摩国へと配流となる（建久二年の強訴）。建久4年（1193年）3月に召還され（『吾妻鏡』4月29日条）、10月28日に鎌倉に帰ると頼朝は大いに歓び、定綱は近江守護に復する。11月27日、頼朝の永福寺への参拝に従い、12月20日には隠岐、長門、石見の守護へと復する。建久6年（1195年）3月には東大寺供養のため上洛し南都（奈良）に赴いた頼朝に随行し、4月15日には石清水八幡宮への参拝もともにする。
その後も、幕府の重鎮として活躍し検非違使・左衛門少尉に任ぜられ、元久元年（1204年）4月13日には従五位上に叙せられる。
元久2年（1205年）4月7日、病気によって出家し、わずか2日後の9日に死去した。享年64。鎌倉の西山に葬られた。